# Nuevo San Miguel
Nuevo San Miguel är en ort i Mexiko.   Den ligger i kommunen Ahome och delstaten Sinaloa, i den västra delen av landet, 1 300 km nordväst om huvudstaden Mexico City. Nuevo San Miguel ligger 18 meter över havet och antalet invånare är 3 025.
Terrängen runt Nuevo San Miguel är platt söderut, men norrut är den kuperad. Runt Nuevo San Miguel är det ganska tätbefolkat, med 83 invånare per kvadratkilometer. Närmaste större samhälle är Los Mochis, 19,7 km söder om Nuevo San Miguel. Trakten runt Nuevo San Miguel består till största delen av jordbruksmark.